# Варрі-Крік (Коросаль)
Варрей Крік (англ. Warrie Creek) — річка в окрузі Коросаль (Беліз). Довжина до 10 км. Свої води несе до Карибського моря, зокрема, впадаючи до каскаду тропічних озер на півдні округу, найбільше з яких Пепперкамп Лагуна (Peppercamp Lagoon), там же й губиться серед тих озер-боліт.
Протікає територією округу Коросаль, поруч поселень: Ньюланд (Neuland) та Літтл Беліз (Little Belize). Річище неглибоке з невисокими берегами, в'ється по невеличких галявинах та в суцільно-тропічному лісі, при впадінні до озера утворює просте гирло.